# Herb Proszowic
Herb Proszowic – jeden z symboli miasta Proszowice i gminy Proszowice w postaci herbu.

## Wygląd i symbolika
Herb przedstawia na czerwonej tarczy typu hiszpańskiego, centralnie w rzucie pionowym tacę złotą (żółtą) z naniesionymi pasami barwy czarnej w układzie podwójnych okręgów zewnętrznych ułożonych blisko siebie i trzeci okręg w odległości 2/3 środka okręgu – sugerujące głębokość tacy. Na tacy umieszczona głowa św. Jana Chrzciciela – głowa męska z zamkniętymi oczami w ułożeniu 3/4 w prawo, z obfitym zarostem (broda, wąsy) koloru czarnego. Twarz koloru białego.
Motyw graficzny herbu został zaczerpnięty z Pisma Świętego. Związany on jest z okolicznością śmierci Jana Chrzciciela, który został uwięziony z rozkazu króla Heroda, a następnie ścięty. Ulubienica króla, Salomea zażyczyła sobie, by odrąbaną głowę przyniesiono jej na tacy.

## Historia
Pierwszy herb Proszowic musiał być ustanowiony w 1358 roku, gdy nadano miejscowości prawa miejskie, magdeburskie. Król Kazimierz Wielki, a ściślej jego skrybowie, spisali stosowny dokument, w którym zapewne znajdował się opis i być może rysunek herbu. Dokument ten zaginął i dzisiaj nie jest znany w oryginale. 
W literaturze poświęconej heraldyce znajdujemy wzmianki mówiące, że była to głowa św. Jana Chrzciciela w widoku na wprost, usytuowana na złotym talerzu. Ten z kolei był umieszczony na gotyckiej tarczy herbowej w kolorze czerwonym.
Na przełomie wieków herb Proszowic uległ przeobrażeniom. Jednak zgodnie z decyzją rady miejskiej z 26 października 2016 r. przyjął zbliżoną formę do wersji oryginalnej z XIV wieku.